# Helene Pecker-Zörner
Helene Pecker-Zörner (* 15. November 1957 in Wien als Helene Pecker) ist eine ehemalige österreichische Politikerin (SPÖ). Pecker-Zörner war von 1990 bis 1994 Abgeordnete zum Österreichischen Nationalrat.
Pecker-Zörner absolvierte nach der Pflichtschule eine Handelsakademie und legte 1977 die Matura ab. Sie war in der Folge als Angestellte der Zentralsparkasse und Kommerzialbank AG tätig. Im politischen Bereich engagierte sich Pecker-Zörner ab 1987 als Landesvorstandsmitglied der Jungen Generation der SPÖ Niederösterreich und war ab 1986 Mitglied im Bezirks- bzw. Landesfrauenkomitee der SPÖ. Zudem war Pecker-Zörner Mitglied des Bezirksausschusses der SPÖ Gänserndorf, Mitglied des Bezirksvorstandes und ab 1990 geschäftsführendes Mitglied des Gemeinderates von Matzen-Raggendorf. Pecker-Zörner war Mitglied des 18. Nationalrats (5. November 1990 bis 6. November 1994). 1995 wurde sie Präsidentin der Mietervereinigung Niederösterreich/Burgenland. Später war sie auch in der Bank Austria tätig.
Doris Bures, nach der Nationalratswahl 2008 von Bundeskanzler Werner Faymann zur Ministerin für Verkehr, Innovation und Technologie ernannt, machte Pecker-Zörner zu ihrer Kabinettschefin, woraufhin sie ihr Amt als Präsidentin der Mietervereinigung zurücklegte.
Pecker-Zörner nahm am 19. Mai 1994 den Namen Konecny an und später den Namen Pecker-Zörner.